# Nowa Zelandia na Letnich Igrzyskach Olimpijskich 1956
Nową Zelandię na Letnich Igrzyskach Olimpijskich w 1956 roku reprezentowało 51 zawodników (43 mężczyzn i 8 kobiet) w 9 dyscyplinach. Zdobyli oni łącznie 2 medale (oba złote), plasując kraj na 25. miejscu w klasyfikacji medalowej.
Był to ósmy start Nowej Zelandii na Olimpiadzie. Chorążym Ekipy był kolarz Richard Johnston.

## Medaliści

### Złote Medale
- Peter Mander, Jack Cropp – żeglarstwo – Klasa 12 m
- Norman Read – lekkoatletyka – chód na 50 km

## Wyniki reprezentacji

### Boks

#### Mężczyźni
| Zawodnik      | Konkurencja                | 1/16 finału                | 1/8 finału            | Ćwierćfinaly     | Półfinały        | Finał            | Pozycja  |
| Zawodnik      | Konkurencja                | Przeciwnik Wynik           | Przeciwnik Wynik      | Przeciwnik Wynik | Przeciwnik Wynik | Przeciwnik Wynik | Pozycja  |
| ------------- | -------------------------- | -------------------------- | --------------------- | ---------------- | ---------------- | ---------------- | -------- |
| Paddy Donovan | waga lekka (do 60 kg)      | Toshihito Ishimaru Porażka | NQ                    | NQ               | NQ               | NQ               | 17.- 18. |
| Graham Finlay | waga półśrednia (do 67 kg) | —                          | Kevin Hogarth Porażka | NQ               | NQ               | NQ               | 9.- 16.  |

### Hokej na trawie

#### Skład[8]
- Archie Currie
- Brian Johnston
- Bruce Turner
- David Goldsmith
- Guy McGregor
- Ivan Armstrong
- John Abrams
- John Tynan
- Murray Loudon
- Noel Hobson
- Phil Bygrave
- Reginald Johansson
- Bill Schaefer
- Keith Cumberpatch

#### Faza grupowa

##### Mecze
| Przeciwnik                    | Data              | Wynik |
| ----------------------------- | ----------------- | ----- |
| Wspólna Reprezentacja Niemiec | 24 listopada 1956 | 4-5   |
| Pakistan                      | 27 listopada 1956 | 1-5   |
| Belgia                        | 29 listopada 1956 | 3-0   |

##### Tabela[10]
| Drużyna                       | Pkt | Mecze | Zwycięstwa | Remisy | Porażki | + | –  |
| ----------------------------- | --- | ----- | ---------- | ------ | ------- | - | -- |
| Pakistan                      | 5   | 3     | 2          | 1      | 0       | 7 | 1  |
| Wspólna Reprezentacja Niemiec | 4   | 3     | 1          | 2      | 0       | 5 | 4  |
| Nowa Zelandia                 | 2   | 3     | 1          | 0      | 2       | 8 | 10 |
| Belgia                        | 1   | 3     | 0          | 1      | 2       | 0 | 5  |

#### O miejsca 5-8

##### Mecze
| Przeciwnik | Data           | Wynik |
| ---------- | -------------- | ----- |
| Singapur   | 3 grudnia 1956 | 13-0  |
| Australia  | 4 grudnia 1956 | 0-1   |
| Belgia     | 6 grudnia 1956 | 3-2   |

##### Tabela[11]
| Drużyna       | Pkt | Mecze | Zwycięstwa | Remisy | Porażki | +  | –  |
| ------------- | --- | ----- | ---------- | ------ | ------- | -- | -- |
| Australia     | 5   | 3     | 2          | 1      | 0       | 8  | 2  |
| Nowa Zelandia | 4   | 3     | 2          | 0      | 1       | 16 | 3  |
| Belgia        | 3   | 3     | 1          | 1      | 1       | 9  | 5  |
| Singapur      | 0   | 3     | 0          | 0      | 3       | 0  | 24 |

Końcowy wynik: 6. miejsce

### Kolarstwo

#### Konkurencje Torowe

##### Mężczyźni
| Zawodnik                                             | Konkurencja                     | Runda 1. | Runda 1. | Baraże o Ćwierćfinał | Baraże o Ćwierćfinał | Ćwierćfinały   | Ćwierćfinały | Półfinały       | Półfinały  | Finał / o 3. miejsce | Finał / o 3. miejsce | Pozycja |
| Zawodnik                                             | Konkurencja                     | Czas     | Pozycja  | Czas                 | Pozycja              | Przeciwnik     | Wynik Czas   | Przeciwnik      | Wynik Czas | Przeciwnik           | Wynik Czas           | Pozycja |
| ---------------------------------------------------- | ------------------------------- | -------- | -------- | -------------------- | -------------------- | -------------- | ------------ | --------------- | ---------- | -------------------- | -------------------- | ------- |
| Warren Johnston                                      | Sprint                          | Nieznany | 2.       | 12.4                 | 1. Q                 | Boris Romanov  | 2-1          | Michel Rousseau | 0-2        | Dick Ploog           | 0-2                  | 4.      |
| Richard Johnston Warren Johnston                     | Tandemy                         | 11.3     | 1. Q     | BYE                  | BYE                  | Czechosłowacja | 2. Nieznany  | NQ              | NQ         | NQ                   | NQ                   | 5.- 8.  |
| Warwick Dalton Donald Eagle Lionel Kent Neil Ritchie | Wyścig drużynowy na dochodzenie | 4:55.6   | 1. Q     | BYE                  | BYE                  | Francja        | 2. 4:56.4    | NQ              | NQ         | NQ                   | NQ                   | 5.- 8.  |

| Zawodnik       | Konkurencja  | Czas   | Pozycja |
| -------------- | ------------ | ------ | ------- |
| Warwick Dalton | 1 km na czas | 1:12.6 | 8.      |

### Lekkoatletyka

#### Konkurencje biegowe

##### Mężczyźni
| Zawodnik        | Konkurencja    | Eliminacje | Eliminacje | Ćwierćfinały | Ćwierćfinały | Półfinały | Półfinały | Finał     | Finał   |
| Zawodnik        | Konkurencja    | Czas       | Pozycja    | Czas         | Pozycja      | Czas      | Pozycja   | Czas      | Pozycja |
| --------------- | -------------- | ---------- | ---------- | ------------ | ------------ | --------- | --------- | --------- | ------- |
| Morrie Rae      | Bieg na 100 m  | 10.7       | 1. Q       | 10.6         | 3. Q         | 10.5      | 4.        | NQ        | NQ      |
| Morrie Rae      | Bieg na 200 m  | 21.4       | 2. Q       | 22.0         | 2. Q         | 21.5      | 6.        | NQ        | NQ      |
| Neville Scott   | Bieg na 1500 m | 3:48.0     | 1. Q       | —            | —            | —         | —         | 3:42.8    | 7.      |
| Murray Halberg  | Bieg na 1500 m | 3:47.2     | 4. Q       | —            | —            | —         | —         | 3:45.2    | 11.     |
| Albert Richards | Maraton        | —          | —          | —            | —            | —         | —         | 2:41:34   | 17.     |
| Norman Read     | Chód na 50 km  | —          | —          | —            | —            | —         | —         | 4:30:42.8 | [ 35 ]  |

##### Kobiety
| Zawodniczka     | Konkurencja               | Eliminacje | Eliminacje | Półfinały | Półfinały | Finał | Finał   |
| Zawodniczka     | Konkurencja               | Czas       | Pozycja    | Czas      | Pozycja   | Czas  | Pozycja |
| --------------- | ------------------------- | ---------- | ---------- | --------- | --------- | ----- | ------- |
| Margaret Stuart | Bieg na 100 m             | 12.3       | 3.         | NQ        | NQ        | NQ    | NQ      |
| Margaret Stuart | Bieg na 80 m przez płotki | 11.3       | 3. Q       | 11.3      | 6.        | NQ    | NQ      |

#### Konkurencje techniczne

##### Kobiety
| Zawodniczka      | Konkurencja    | Eliminacje | Eliminacje | Finał   | Finał   |
| Zawodniczka      | Konkurencja    | Wynik      | Pozycja    | Wynik   | Pozycja |
| ---------------- | -------------- | ---------- | ---------- | ------- | ------- |
| Jessie Donaghy   | Skok wzwyż     | 1.58 m     | 7. Q       | 1.67 m  | 7.      |
| Beverly Weigel   | Skok w dal     | 5.79 m     | 7. Q       | 5.85 m  | 7.      |
| Val Sloper-Young | Pchnięcie kulą | 13.03 m    | 14. Q      | 15.34 m | 5.      |

### Pływanie

#### Mężczyźni
| Zawodnik        | Konkurencja              | Eliminacje | Eliminacje | Półfinały | Półfinały | Finał | Finał   |
| Zawodnik        | Konkurencja              | Czas       | Pozycja    | Czas      | Pozycja   | Czas  | Pozycja |
| --------------- | ------------------------ | ---------- | ---------- | --------- | --------- | ----- | ------- |
| Lincoln Hurring | 100 m stylem grzbietowym | 1:07.5     | 5.         | NQ        | NQ        | NQ    | NQ      |

#### Kobiety
| Zawodniczka      | Konkurencja              | Eliminacje | Eliminacje | Półfinał | Półfinał | Finał  | Finał   |
| Zawodniczka      | Konkurencja              | Czas       | Pozycja    | Czas     | Pozycja  | Czas   | Pozycja |
| ---------------- | ------------------------ | ---------- | ---------- | -------- | -------- | ------ | ------- |
| Marrion Roe      | 100 m stylem dowolnym    | 1:05.9     | 1. Q       | 1:05.3   | 2. Q     | 1:05.6 | 7.      |
| Marrion Roe      | 400 m stylem dowolnym    | 5:18.5     | 4.         | —        | —        | NQ     | NQ      |
| Winifred Griffin | 100 m stylem dowolnym    | 1:10.4     | 7.         | NQ       | NQ       | NQ     | NQ      |
| Winifred Griffin | 400 m stylem dowolnym    | 5:31.0     | 5.         | —        | —        | NQ     | NQ      |
| Jean Stewart     | 100 m stylem grzbietowym | 1:15.4     | 5.         | —        | —        | NQ     | NQ      |
| Pip Gould        | 100 m stylem grzbietowym | 1:17.5     | 6.         | —        | —        | NQ     | NQ      |

### Podnoszenie Ciężarów

#### Mężczyźni
| Zawodnik   | Konkurencja | Wyciskanie | Wyciskanie | Rwanie   | Rwanie  | Podrzut | Podrzut | Suma     | Suma    |
| Zawodnik   | Konkurencja | Wynik      | Pozycja    | Wynik    | Pozycja | Wynik   | Pozycja | Wynik    | Pozycja |
| ---------- | ----------- | ---------- | ---------- | -------- | ------- | ------- | ------- | -------- | ------- |
| Hugh Jones | Waga ciężka | 125 kg     | 8.         | 122,5 kg | 7.      | 150 kg  | 8.      | 397,5 kg | 8.      |

### Wioślarstwo
| Zawodnicy                                                         | Konkurencja | Runda 1. | Runda 1. | Baraże o półfinał | Baraże o półfinał | Półfinały | Półfinały | Finał | Finał   |
| Zawodnicy                                                         | Konkurencja | Czas     | Pozycja  | Czas              | Pozycja           | Czas      | Pozycja   | Czas  | Pozycja |
| ----------------------------------------------------------------- | ----------- | -------- | -------- | ----------------- | ----------------- | --------- | --------- | ----- | ------- |
| James Hill                                                        | M1x         | 7:30.1   | 3.       | 8:29.9            | 1. Q              | 9:12.5    | 3.        | NQ    | NQ      |
| Reginald Douglas Bob Parker                                       | M2-         | 7:32.6   | 1. Q     | BYE               | BYE               | 8:44.7    | 3.        | NQ    | NQ      |
| Peter Lucas Ray Laurent Donald Gemmell Allan Tong Colin Johnstone | M4+         | 7:16.2   | 3.       | 7:16.6            | 1. Q              | 8:30.7    | 4.        | NQ    | NQ      |

### Zapasy

#### Styl Wolny
| Zawodnik      | Konkurencja           | Eliminacja        | Pozycja |
| ------------- | --------------------- | ----------------- | ------- |
| John Da Silva | Waga ciężka (+ 87 kg) | W rundzie drugiej | —       |

### Żeglarstwo
| Zawodnicy                                                           | Konkurencja  | Punkty za wyścig Pozycja w wyścigu | Punkty za wyścig Pozycja w wyścigu | Punkty za wyścig Pozycja w wyścigu | Punkty za wyścig Pozycja w wyścigu | Punkty za wyścig Pozycja w wyścigu | Punkty za wyścig Pozycja w wyścigu | Punkty za wyścig Pozycja w wyścigu | Suma Punktów | Pozycja |
| Zawodnicy                                                           | Konkurencja  | 1                                  | 2                                  | 3                                  | 4                                  | 5                                  | 6                                  | 7                                  | Suma Punktów | Pozycja |
| ------------------------------------------------------------------- | ------------ | ---------------------------------- | ---------------------------------- | ---------------------------------- | ---------------------------------- | ---------------------------------- | ---------------------------------- | ---------------------------------- | ------------ | ------- |
| Red Dragon - Robert Stewart - Bert Cuthbertson - William Swinnerton | Klasa Dragon | 351 9.                             | DQ                                 | 129 15.                            | 828 3.                             | 305 10.                            | DQ                                 | 402 8.                             | 2015 pkt     | 12.     |
| Jest - Peter Mander - Jack Cropp                                    | Klasa 12 m   | 914 2.                             | 1215 1.                            | 516 5.                             | 613 4.                             | 1215 1.                            | 1215 1.                            | 914 2.                             | 6086 pkt     | [ 77 ]  |